# Trévérien
Trévérien (bretonisch: Treverian) ist eine französische Gemeinde mit 918 Einwohnern (Stand: 1. Januar 2022) im Département Ille-et-Vilaine in der Region Bretagne; sie gehört zum Arrondissement Saint-Malo und zum Kanton Combourg. Die Einwohner werden Trévérienais genannt.

## Geographie
Die Gemeinde Trévérien liegt am Linon und dem hier parallel verlaufenden Canal d’Ille-et-Rance, 36 Kilometer nordnordwestlich von Rennes. Umgeben wird Trévérien von den Nachbargemeinden Plesder im Norden, Pleugueneuc im Nordosten, Saint-Domineuc im Osten, Trimer im Südosten, Saint-Thual im Süden, Saint-Judoce im Westen sowie Évran im Westen und Nordwesten.
Durch die Gemeinde führt die frühere Route nationale 137 (heutige D137).

## Bevölkerungsentwicklung
| Jahr                       | 1962 | 1968 | 1975 | 1982 | 1990 | 1999 | 2011 | 2020 |
| Einwohner                  | 623  | 577  | 520  | 476  | 487  | 524  | 876  | 903  |
| Quellen: Cassini und INSEE |      |      |      |      |      |      |      |      |

## Sehenswürdigkeiten

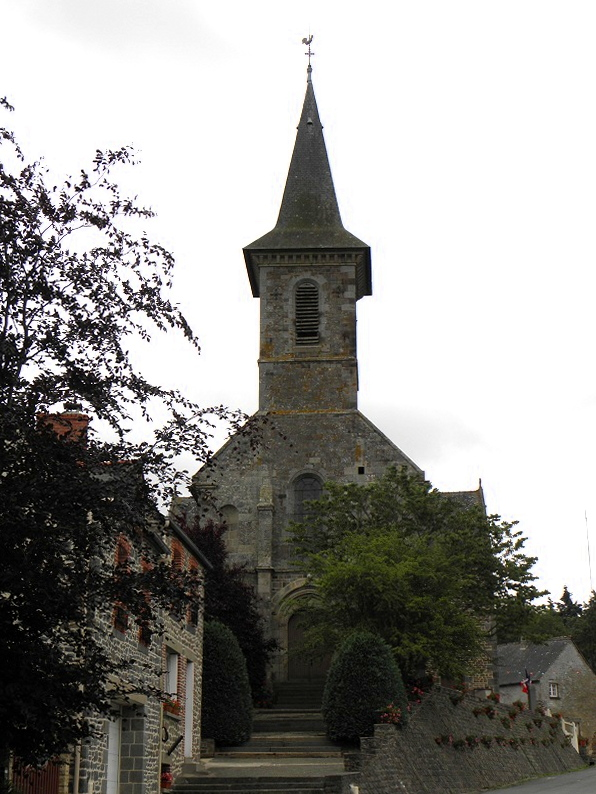
Kirche Saint-Pierre
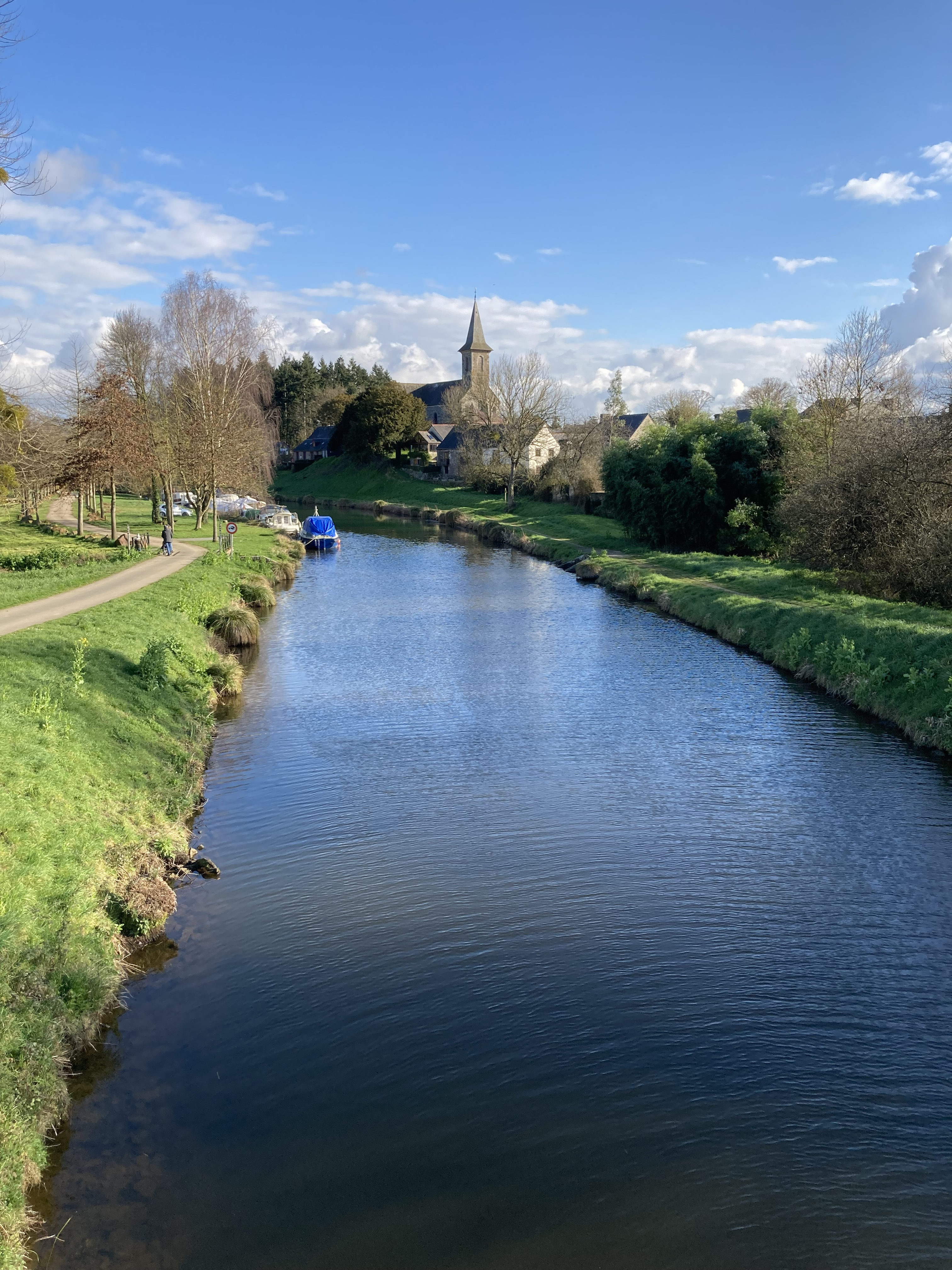
Canal d’Ille-et-Rance bei Trévérien
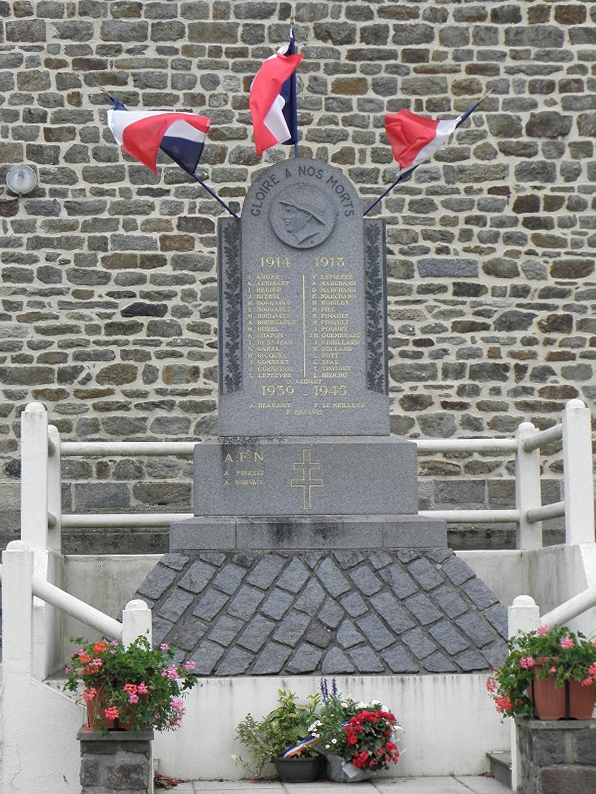
Gefallenendenkmal

- Mühle von Le Chêne Huby

- Kirche Saint-Pierre
- Canal d’Ille-et-Rance bei Trévérien
- Gefallenendenkmal

## Persönlichkeiten
- Henri Pinault (1904–1987), Missionar in China, Bischof von Chengdu